# Pygmodeon excelsum
Pygmodeon excelsum es una especie de escarabajo longicornio del género Pygmodeon, tribu Neoibidionini, subfamilia Cerambycinae. Fue descrita científicamente por Martins & Napp en 1986.
La especie se mantiene activa durante el mes de noviembre.

## Descripción
Mide 12,2 milímetros de longitud.

## Distribución
Se distribuye por Costa Rica.